# Philippe Krief
Philippe Krief (Francia; 1965) es un ingeniero automotriz y ejecutivo de negocios francés que actualmente ocupa el cargo de director ejecutivo de Automobiles Alpine, un fabricante francés de automóviles deportivos.

## Carrera
Krief se graduó en la École nationale supérieure de techniques avancées de París.
Inició su carrera como ingeniero en Michelin, donde trabajó durante más de 10 años. Luego se unió al grupo FIAT en 1998, donde fue responsable de chasis y dinámica del vehículo hasta 2011.
Krief continuó su carrera en Ferrari y luego en Maserati, como director del departamento de vehículos y director técnico de la marca Alfa Romeo, respectivamente, supervisando el desarrollo de los Alfa Romeo Giulia y Stelvio, así como del Ferrari 458 Special. En junio de 2016, regresó a Ferrari, convirtiéndose en jefe de ingeniería y director de P&D.
El 21 de febrero de 2023, Krief fue designado para el cargo de vicepresidente de ingeniería y rendimiento de productos en Alpine, cargo que comenzó a ocupar a partir del 6 de marzo. Fue nombrado director ejecutivo de la marca el 20 de julio de 2023, en sustitución de Laurent Rossi. Nas y Krief seguirán con sus funciones en el otro puesto, a la espera de su sucesor en el cargo.